# Paul Loridant
Paul Loridant, né le 22 avril 1948 à Ille-sur-Têt (Pyrénées-Orientales) et mort le 21 décembre 2020,, à Villejuif, est un homme politique français. Membre du Mouvement républicain et citoyen, il est sénateur de l’Essonne, conseiller général du canton des Ulis et maire des Ulis.

## Biographie

### Origines et vie familiale
Paul Loridant est né le 22 avril 1948 à Ille-sur-Têt.

### Études et formations
En 1971, il obtient une licence de sciences économiques à l’université Paris 1 Panthéon-Sorbonne, en 1972, il est diplômé de l’institut d'études politiques de Paris puis obtient en 1974 un diplôme d'études supérieures en sciences économiques toujours à Paris 1.

### Carrière professionnelle
Directeur adjoint à la Banque de France, en détachement de 1986 à 2004 pour se consacrer au travail législatif. Après 2004, il est chargé de mission auprès du directeur du patrimoine immobilier. Depuis juillet 2006, nommé directeur de service, il est conseiller pour les relations territoriales au cabinet du gouverneur. Il est également secrétaire général de l’observatoire de la micro-finance à partir de mai 2008. Depuis le 1er février 2012, après avoir quitté la Banque de France, il est médiateur auprès de la Fédération bancaire française.

### Carrière politique
Paul Loridant est maire des Ulis de 1977 à 2008, conseiller général du canton des Ulis de 1985 à 1988 et sénateur de l’Essonne de 1986  à 2004. Il a en outre été secrétaire général du Mouvement des citoyens de 1998 à 2002.

## Synthèse des fonctions politiques

### Mandats nationaux

#### Sénateur de l’Essonne
Élu sénateur de l’Essonne lors du renouvellement de 1986, il en est alors l'un des plus jeunes élus. Il est réélu en 1995 sur une liste soutenue par le Parti communiste.
Au Sénat, il est membre de la commission des affaires culturelles jusqu'en juin 1988 et membre de la commission des finances. Il est rapporteur du budget des routes et de la prévention routière puis du tourisme. De 1998 à 2004, il est rapporteur des comptes spéciaux du trésor. Il est le président-fondateur du groupe d'amitié France-Irlande au Sénat. Intéressé par les questions de défense, il est auditeur de la 37e session de l'institut des hautes études de défense nationale et de la 26e session du centre des hautes études de l'Armement, auditeur de la 5e session de l'institut des hautes études de la sécurité intérieure.
N'ayant pas été réélu en octobre 2004, il est depuis lors sénateur honoraire.

### Fonctions partisanes
Adhérent au Parti socialiste en 1971, il devient premier secrétaire fédéral du Parti socialiste de l’Essonne de 1979 à 1981, militant dans le courant « Socialisme et République ». En 1993, il rejoint le Mouvement des citoyens fondé par Jean-Pierre Chevènement, dont il devient président dans l’Essonne jusqu'au 31 janvier 1998, puis secrétaire général du Mouvement des citoyens jusqu'en 2003. En janvier 2003, il adhère au Mouvement républicain et citoyen.
Ayant soutenu la candidature de Ségolène Royal à l'élection présidentielle de 2007, il se présente aux élections législatives suivantes, mais son score ne lui permet pas de se maintenir au second tour.

### Mandats locaux

#### Conseiller général du canton des Ulis
Conseiller général du canton des Ulis de 1985 à 1988 et président du groupe socialiste au conseil général de l'Essonne, il ne se représente pas en 1988 pour se conformer à la loi limitant le cumul des mandats.

#### Maire des Ulis
Élu maire des Ulis en 1977, à la création de la commune, il est réélu en 1983, en 1989, en 1995 et en 2001. De mars 2008 à mars 2014, il est conseiller municipal minoritaire des Ulis. À l'issue des élections municipales de 2014, la liste conduite par Françoise Marhuenda est élue et il devient troisième adjoint au maire, chargé des finances et des affaires sociales.

## Décorations et récompenses
- Chevalier de la Légion d'honneur[10].
- Chevalier du Mérite agricole.
- Chevalier dans l’ordre des Palmes académiques.
- Médaille d'honneur régionale, départementale et communale (échelon Or), 2012.
- Commandeur dans l’ordre national du Lion du Sénégal.

## Œuvres
Paul Loridant a publié plusieurs ouvrages en rapport avec ses activités, dont : 
- La politique spatiale française et européenne : conclusions du rapporteur, t. Tome 1, aux éditions Economica, en 1993.